# 헤이그 의정서
헤이그 의정서(Hague Protocol, 공식 명칭: 국제 항공 운송에 관한 특정 규칙의 통일을 위한 협약 개정 의정서, Protocol to Amend the Convention for the Unification of Certain Rules Relating to International Carriage by Air)는 1955년 9월 28일 헤이그에서 체결된 조약으로, 바르샤바 협약을 개정하는 역할을 한다. 헤이그 의정서는 공식적으로 바르샤바 협약과 단일 실체가 되도록 의도되었지만, 바르샤바 협약의 원래 152개 당사국 중 137개국만 비준했다. 이 조약의 구속력 있는 버전은 프랑스어로 작성되었지만, 영어와 스페인어로 된 공증본도 있다. 이 조약의 공식 기탁기관은 폴란드 정부이다.